# 相馬遷子
相馬 遷子（そうま せんし、1908年10月15日 - 1976年1月19日）は、日本の俳人、医師。本名は相馬富雄。

## 経歴
長野県出身。東京帝国大学医学部卒。
水原秋櫻子に俳句の指導を受け、1940年より「馬酔木」同人。1945年より同人会長。同時に1938年から「鶴」同人、石田波郷に兄事する。同年斎藤玄の斡旋で句集『草枕』を出版。故郷の自然を詠み堀口星眠、大島民郎などとともに馬酔木高原派と呼ばれたが、山本健吉は遷子の句に他の「高原派」にはない、「鶴」との関わりからくる境涯性を指摘している。以後の句集に『山国』（1956年。一般にはこれが第一句集とされている）、『雪嶺』（1969年）、『山河』（1976年）、『相馬遷子全句集』（1982年）がある。1969年、『雪嶺』で第9回俳人協会賞受賞。
医師としては1943年北海道市立函館病院内科医長に赴任。1946年、故郷の長野県佐久市に医院を開業。1976年佐久病院で死去。68歳。